# Achille Leonardi
Pour les articles homonymes, voir Leonardi (homonymie).

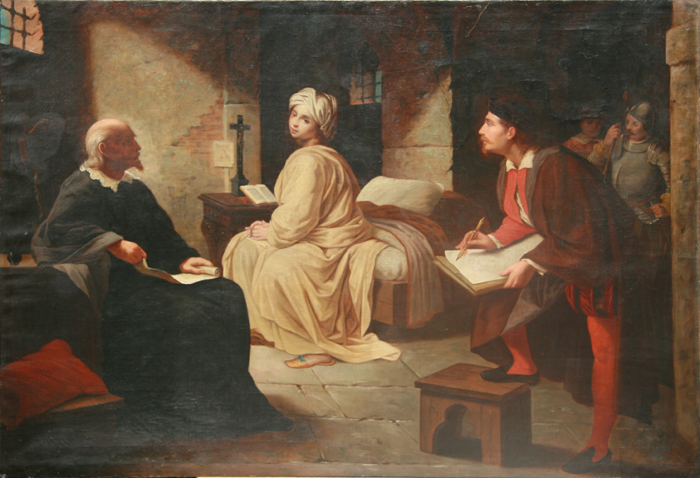
Guido Reni peignant le portrait de Beatrice Cenci en prison

Achille Leonardi (v. 1800 - 1870), est un peintre italien actif à Rome au XIXe siècle. 

## Biographie
On sait peu de choses de ce peintre du XIXe siècle. 
Achille Leonardi peignait des huiles sur toile.
Comme il est habituel dans la reproduction d'œuvres d'art par les copistes, un certain nombre de ses œuvres ont été reproduites dans des tailles différentes.
Par exemple, Linda di Chamonnid qui se trouve au Sheraton Towers Hotel à Buenos Aires, a une taille supérieure d'environ 150 %  à celui qui est actuellement dans une collection privée en Nouvelle-Zélande.
De même, il existe au moins deux versions de Portrait de Béatrice et Accueil pressé dans différentes tailles.

## Œuvres
- Linda di Chamonnid (Chamonix) (100 cm × 75 cm), Sheraton Towers Hotel à Buenos Aires ;
- L'heure du Coucher d'un Enfant (98 cm × 74 cm) ;
- Accueil pressé (46 cm × 38 cm) ;
- Guido Reni peignant le portrait de Beatrice Cenci en prison ;
- Vierge et l'Enfant (85 cm × 101,5 cm) ;
- Jeune Fille au Cloître (1870) (99,1 cm × 71,1 cm) ;
- La Condamnée à Mort (1882) ;
- Jeune Femme au Turban ;
- Le Canal de Bruges (46 cm × 38 cm) ;
- Natures mortes de Trophées de Chasse (31 cm × 36 cm) ;
- La Transfiguration.
- Madone à la chaise;
- Le viol de Lucrece, chez la famille al-Dahdah à Beyrouth.